# Njemačka na Olimpijskim igrama
Njemačka na Olimpijskim igrama sudjeluje od prvih suvremenih igara 1896. godine. 
Njemačka je bila domaćin triju Olimpijskih igara: Zimskih i Ljetnih olimpijskih igri 1936., te Ljetnih olimpijskih igri 1972. godine. Osim toga, Njemačka je odabrana za domaćina Olimpijskih igara 1916., kao i Zimskih olimpijskih igri 1940., koje su oboje morale biti otkazane zbog Prvoga i Drugoga svjetskoga rata. Nakon tih ratova, Nijemačkoj je bilo zabranjeno sudjelovanje na Olimpijskim igrama 1920., 1924. i 1948. godine. Dok je Njemačka bila podijeljena, Zapadna Njemačka je bojkotirala Ljetne igre 1980. u Moskvi zbog sovjetske invazije Afganistana, a Istočna Njemačka se pridružila Sovjetskom Savezu (i još nekoliko drugih zemalja) u bojkotu Ljetnih igara u Los Angelesu 1984. godine.
Uključujući Zimske igre 2018., njemački sportaši osvojili su 1746 medalja: 579 zlata, 582 srebra i 585 bronci. Međunarodni olimpijski odbor trenutno dijeli te rezultate na: Njemačku, Istočnu i Zapadnu Njemačku i Saarsku (1952. godine.)